# ستانلي مكريستال
ستانلي ماكريستال ألين (ولد في 14 أغسطس 1954) هو القائد العام في جيش الولايات المتحدة. وكان قائد القوة الدولية للمساعدة على ارساء الأمن (ايساف) وقائد القوات الأمريكية في أفغانستان] [أوسفور] ألف). وشغل سابقا منصب مدير هيئة الأركان المشتركة من آب / أغسطس 2008 إلى يونيو 2009، وقائدا، قيادة العمليات الخاصة المشتركة 2003-2008، حيث كان له الفضل مع وفاة أبو مصعب الزرقاوي، زعيم آل كان يعرف يقال تنظيم القاعدة في العراق، لكنه انتقد أيضا لدوره المزعوم في التستر على الحادث بات تيلمان بنيران صديقة. ماكريستال لقوله، والتفكير في ما غيره من قادة الجيش يخشون، واحدة من الأسباب التي ذكرت ل تعيينه لقيادة جميع القوات في أفغانستان، وهو المنصب الذي عقد في الفترة من 15 يونيو 2009، إلى 23 يونيو 2010.
وعقب تصريحات اللب عن نائب الرئيس جو بايدن ومسؤولون في الإدارة أخرى منسوبة لمساعدي ماكريستال في مقال رولينج ستون، ماكريستال وأشير إلى واشنطن العاصمة حيث كان الرئيس باراك أوباما قبلت استقالته. وبعد الاجتماع، انه يشعر بالارتياح لقيادته والجنرال البريطاني السير نيكولاس «نيك» يفترض باركر قيادة مؤقتة للقوة الدولية للمساعدة على ارساء الأمن في أفغانستان. عين الرئيس باراك أوباما الجنرال ديفيد بتريوس خلفا ماكريستال في انتظار مصادقة مجلس الشيوخ.

## مسيرته
ماكريستال تخرج من الأكاديمية العسكرية للولايات المتحدة في وست بوينت في نيويورك، في عام 1976، وانتدب ملازم ثان في جيش الولايات المتحدة. كانت مهمته الأولي لشركة جيم، 1st الكتيبة، فوج المشاة المظلي 504، 82 المحمولة جوا، بوصفه قائد فصيلة أسلحة من نوفمبر 1976 إلى شباط / فبراير 1978، وقائد فصيلة بندقية من شباط / فبراير 1978 إلى يوليو 1978، والمسؤول التنفيذي من يوليو 1978 حتى نوفمبر من عام 1978.
في نوفمبر 1978، التحق كطالب ماكريستال في الدورة الخاصة ضابط من القوات في مدرسة القوات الخاصة في فورت براغ بولاية نورث كارولينا. عند انتهائه من البرنامج الدراسي في نيسان / أبريل 1979، بقي في فورت براغ كقائد مفرزة، شركة، الكتيبة 1، 7 مجموعة من القوات الخاصة (المحمولة جوا) حتى حزيران / يونيو 1980، عندما حضر ضابط المشاة دورة متقدمة في مدرسة المشاة في فورت بينينغ، جورجيا، وحتى شباط / فبراير 1981.
في شباط / فبراير 1981، انتقل ماكريستال إلى كوريا الجنوبية والاستخبارات وضابط العمليات (S-2/S-3) لدعم قيادة الأمم المتحدة، مجموعة المنطقة الأمنية المشتركة. وأفاد أن فورت ستيوارت بولاية جورجيا، مارس 1982 لتكون بمثابة ضابط التدريب في مديرية الخطط والتدريب، وهناك شركة ومقرات القيادة. انتقل إلى 3 كتيبة المشاة 19، 24 فرقة المشاة (الميكانيكية)، في نوفمبر 1982، حيث قاد الشركة قبل أن يصبح ضابط عمليات الكتيبة (د 3) في أيلول / سبتمبر 1984.
ماكريستال انتقل إلى الكتيبة 3، 75 فوج الحارس، وضابط اتصال كتيبة في أيلول / سبتمبر 1985، وأصبح قائدا لسرية في يناير 1986، عمل مرة أخرى وضابط اتصال كتيبة مايو 1987، وأخيرا أصبح ضابط عمليات الكتيبة (د 3) في نيسان / أبريل عام 1988، قبل تقديم التقارير إلى كلية الحرب البحرية في نيوبورت، رود ايلاند، كطالب في القيادة ودورة الأركان في حزيران / يونيو 1989. بعد الانتهاء من البرنامج الدراسي في حزيران / يونيو 1990، تم تعيينه ضابطا في الجيش العمل الخاصة بعمليات، جي 3، وقيادة العمليات الخاصة المشتركة حتى نيسان / أبريل 1993، الذي نشرت له القدرة على المملكة العربية السعودية لعمليات درع الصحراء وعاصفة الصحراء. [5] [ 12]
من نيسان / أبريل 1993 إلى نوفمبر 1994، أمر ماكريستال الكتيبة 2nd، فوج المشاة المظلي 504، 82 المحمولة جوا. خلال توليه قيادة الجيش من الكتيبة 2nd، أجاب ماكريستال لكارثة المنحدر الأخضر، والتي تسببت في وفاة القوات المحمولة جوا 24 82 [13] وقال إنه أمر ثم الكتيبة 2، 75 فوج الحارس، في الفترة من نوفمبر 1994 إلى حزيران / يونيو 1996. خلال هذا الوقت كان من شأنها أن تحفز بدايات الحديث من قبل الجيش Combatives أدى إلى إعادة النظر في المناهج القائمة مكافحة جهة إلى جهة. بعد عام من زميل كلية خدمة كبار في مدرسة جون كنيدي للدراسات الحكومية في جامعة هارفارد، وقال انه نقل ما يصل إلى قيادة فوج كامل من الحارس 75 يونيو 1997 إلى آب / أغسطس 1999، ثم أمضى عاما آخر وزميل في المجلس العسكري العلاقات الخارجية.

## وصلات خارجية
- ستانلي مكريستال على موقع IMDb (الإنجليزية)
- ستانلي مكريستال على موقع الموسوعة البريطانية (الإنجليزية)
- ستانلي مكريستال على موقع إن إن دي بي (الإنجليزية)